# Уэбстер (округ, Миссури)
Округ Уэбстер (англ. Webster County) — округ штата Миссури, США. Население округа на 2009 год составляло 36 552 человека. Административный центр округа — город Маршфилд.

## История
Округ Уэбстер основан в 1855 году.

## География
Округ занимает площадь 1535,9 км2.

## Демография
Согласно оценке Бюро переписи населения США, в округе Уэбстер в 2009 году проживало 36 552 человека. Плотность населения составляла 23,8 человек на квадратный километр.